# Maurice Gransart
Maurice Gransart (né le 8 juillet 1930 à Marseille et mort dans cette même ville le 27 avril 2013) est un joueur de football français qui évoluait au poste de défenseur. Il est le père de Roland Gransart, défenseur et entraîneur de l'Olympique de Marseille dans les années 1970 et 1980.

## Carrière
Maurice Gransart a joué toute sa carrière dans des clubs de la ville de Marseille.
- 1942-1947 :  CS Marseille
- 1947-1948 :  Crédit Lyonnais Marseille
- 1948-1961 :  Olympique de Marseille

## Palmarès et distinctions personnelles
- Finaliste de la Coupe de France en 1954 avec l'Olympique de Marseille.
- Vainqueur de la Coupe Charles Drago en 1957 avec l'Olympique de Marseille.
- Élu meilleur arrière droit du championnat de France de football 1955-1956 par France Football[3].